# 陈小山
陈小山（1962年9月—），中华人民共和国政治人物，籍贯广东省兴宁市，中共党员。长期在梅州市任职，2011年后历任广东省民族宗教委主任、中共阳江市委书记、广东省退役军人事务厅厅长等职。

## 生平
陈小山早年在华南农业大学土壤农业化学系就读，主修土壤农业化学专业，之后回到家乡梅州，先后在梅州市平远县东石区公所、中国共青团平远县委员会、梅州市委员会任职，1996年12月转任中共平远县委副书记，并于1998年出任平远县长，2001年升任中共平远县委书记。2003年离开平远，出任中共梅州市委常委、秘书长，市委副书记。2011年回到广州，升任广东省民族宗教事务委员会主任。
2016年，陈小山接替魏宏廣出任中共阳江市委书记，随即兼任同市人大常委会主任，在主政阳江市期间，他亦当选为中共十九大代表。2018年10月12日，广东省退役军人事务厅成立，他成为该厅首任厅长，直到2023年3月正式卸任。